# Хаммонассет-Бич (парк штата)

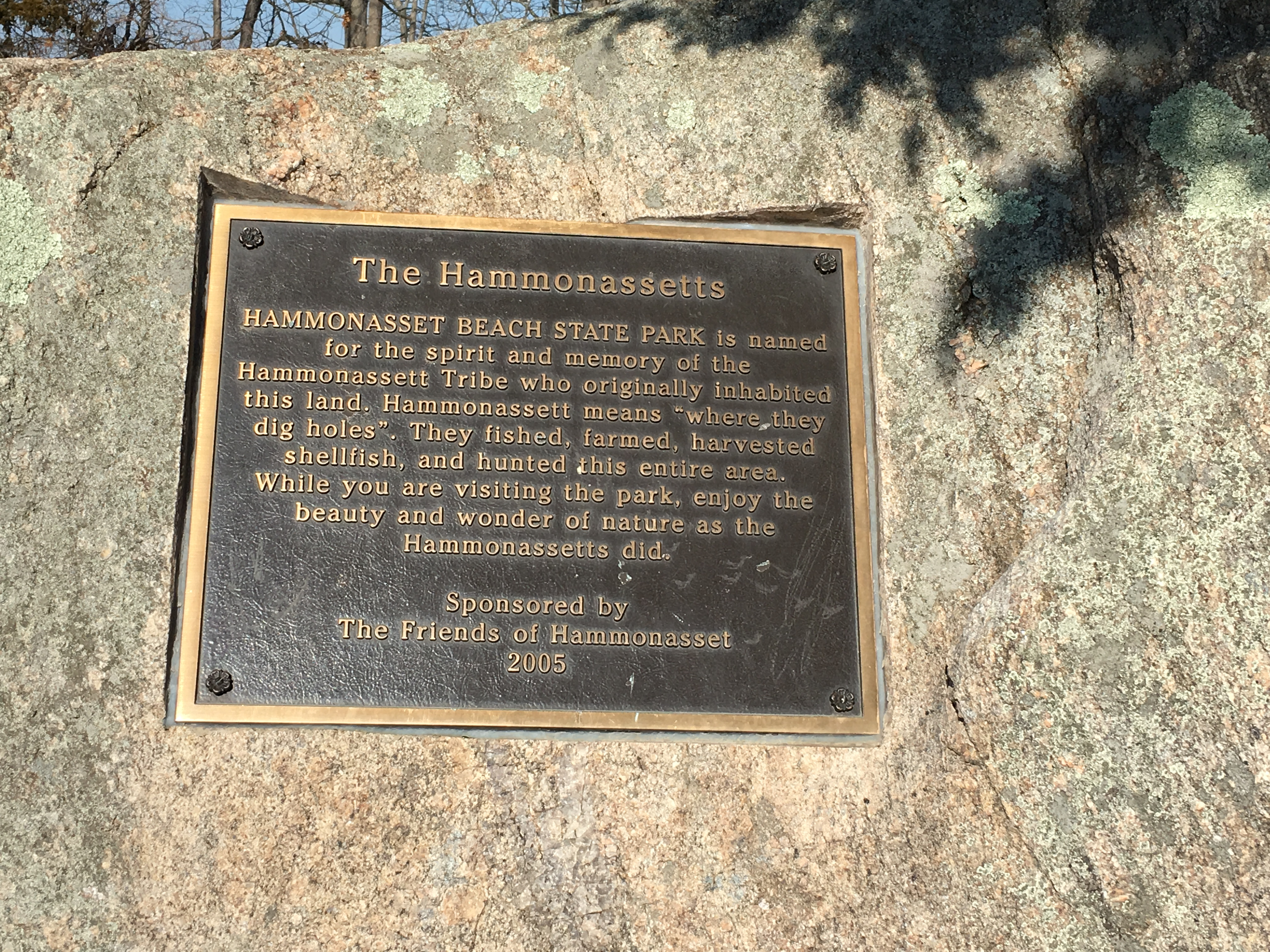

Парк штата Хаммонассет-Бич (англ. Hammonasset Beach State Park) — общественная зона отдыха, занимающая две мили пляжа на проливе Лонг-Айленд в городе Мэдисон, штат Коннектикут. Это крупнейший прибрежный парк штата и одна из самых популярных достопримечательностей штата, ежегодно привлекающая около миллиона посетителей. Парк штата предлагает пляжные развлечения, большой кемпинг и природный центр. Он управляется Министерством энергетики и охраны окружающей среды Коннектикута.

## История парка
Парк начался с покупки 499 акров в 1919 году. В 1920 году, в первый год работы парка, его посетило более 75 000 человек, а к пятому году его работы, (1924 год), эта цифра выросла почти до 450 000. В 2013 году на Хаммонассет приходилось более четверти посещаемости парков в масштабе штата и более одной трети доходов, полученных в масштабах штата от системы парков штата. Официальные лица оценивают ежегодную посещаемость в один миллион посетителей.
Парк был закрыт во время Второй мировой войны, когда он стал резервацией армии США и полигоном для стрельбы с самолётов. В 1955 году в конце парка Мейгс-Пойнт был построен каменный волнорез.

## Природа парка

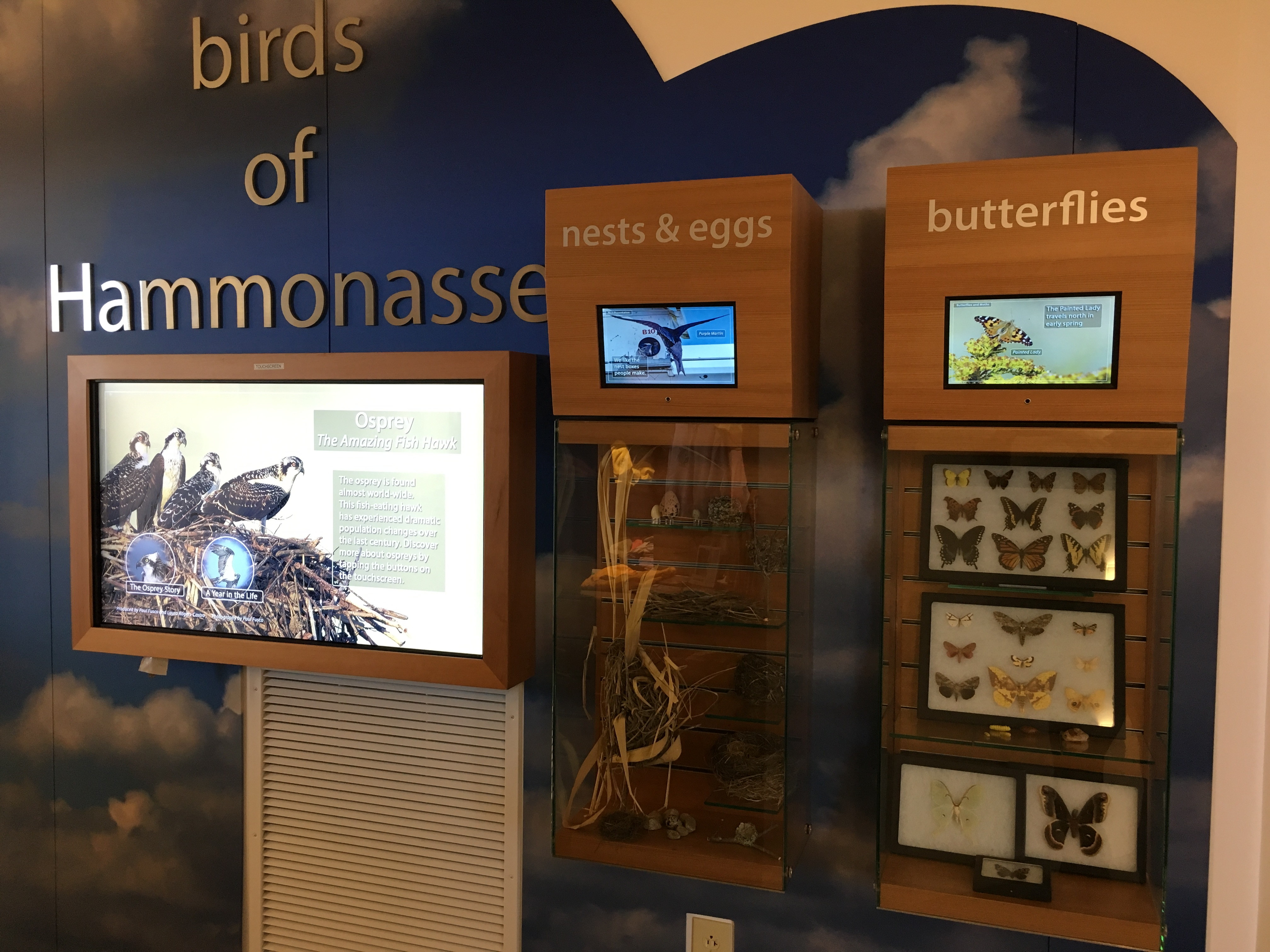
Экспонаты природного центра парка

Новый природный центр Мейгс-Пойнт был открыт в 2016 году, чтобы заменить оригинальный фермерский дом центра, который использовался более 40 лет. Объект предлагает 4000 квадратных футов (370 м2) выставочной площади со смотровой площадкой и практическими занятиями. Экспонаты включают сенсорный резервуар и живые черепа, змеи, земноводные, крабы и рыбы.

## Мероприятия и удобства

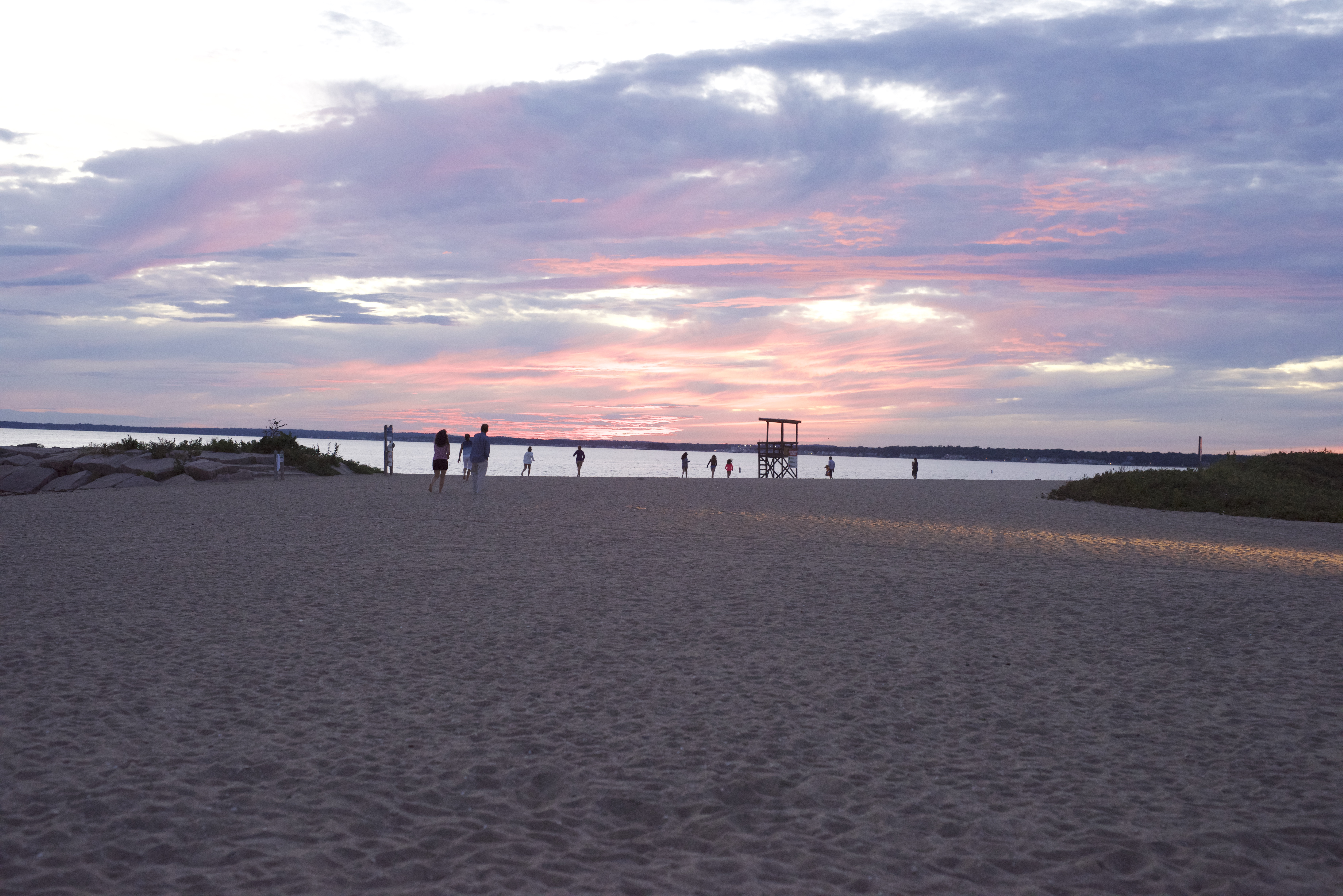
Набережная парка

Парк предлагает велосипедные прогулки, катание на лодках, рыбалку, походы, пикники и плавание, а также палаточный лагерь на 550 единиц.